# 10식 APFSDS
10식 APFSDS는 일본이 개발한 120mm 구경의 전차 포탄으로, 10식 전차에서 사용되는 날탄(APFSDS)이다. 

## 제원
- 이름 : 10식 APFSDS
- 관통자 탄심 길이 : 610mm
- 관통력 : 650mm(2km 사거리)
- 개발국가 : 일본

## TK-X 전차의 테스트
10식 전차는 10식 날탄으로 시험 평가를 해서 정면 방호력을 검증했다. 10식 날탄은 2km 사거리에서 최소 KE 650mm 이상의 관통력을 가진 날탄이고, 10식 전차의 정면 장갑은 날탄을 방호해냈다.

## 같이 보기
- JM-33
- DM-53
- K-276
- K279
- KE-W A2